# 白岩螺
白岩螺（学名：Mancinella siro）为骨螺科絲岩螺屬下的一个种。